# Peter Schlesinger (Schauspieler)
Peter Schlesinger (* 23. September 1934 in Berlin; † 19. September 2009 ebenda) war ein deutscher Schauspieler.

## Leben

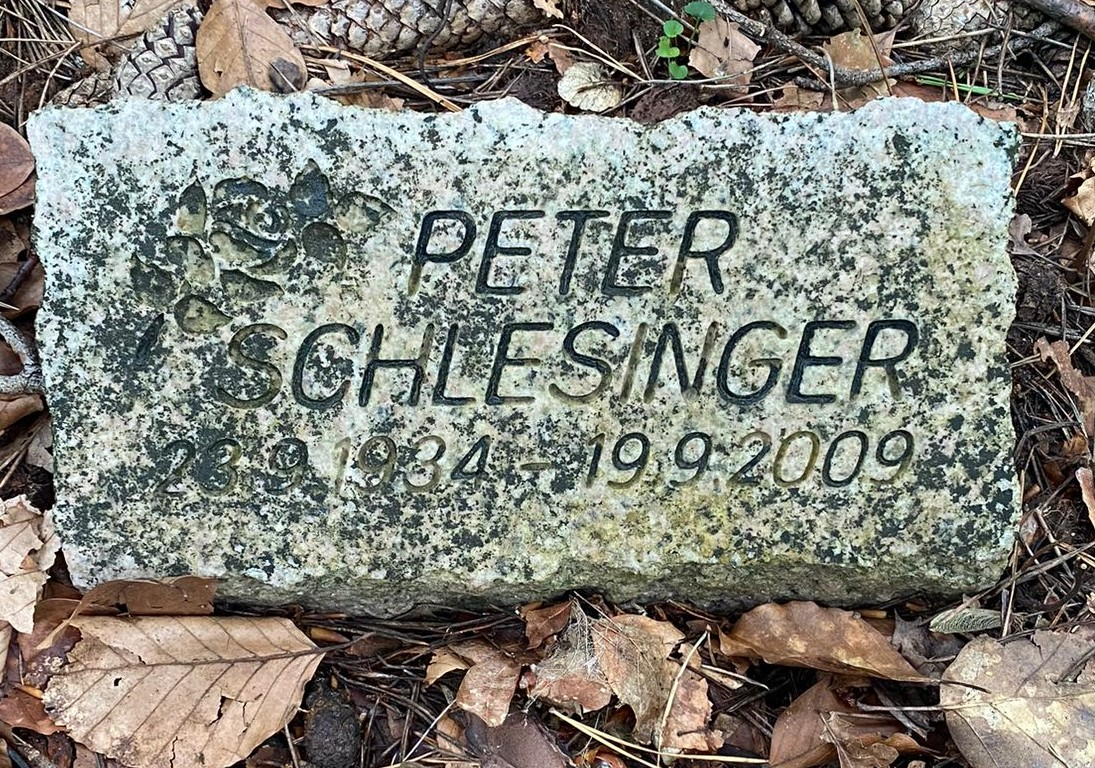
Grabstein auf dem Südwestkirchhof Stahnsdorf

Schlesinger arbeitete zunächst als Theaterschauspieler, ehe er 1971 für das Fernsehen entdeckt wurde. Er fiel besonders durch seine korpulente Statur auf. Seit 1971 wirkte Schlesinger in unzähligen Fernsehproduktionen mit. Immer wieder erhielt er auch Gastrollen in bekannten Serien, unter anderem bei Nonstop Nonsens, Ein Fall für TKKG, Löwenzahn oder Didi – Der Untermieter. Weiterhin arbeitete Peter Schlesinger als Theaterschauspieler in Berlin.
2002 war Schlesinger zuletzt vor der Kamera zu sehen, in dem Edgar-Wallace-Film Haus der toten Augen. Danach zog sich Schlesinger aus dem Fernsehgeschäft zurück.
Peter Schlesinger verstarb wenige Tage vor Vollendung seines 75. Lebensjahres und wurde auf dem Südwestkirchhof Stahnsdorf beigesetzt.

## Filmografie (Auswahl)
- 1971: Ehemänner-Report
- 1973: Drüben bei Lehmanns (Fernsehserie, 1 Folge)
- 1973: Ich dachte, ich wäre tot
- 1974: Chapeau Claque
- 1975: Beschlossen und verkündet (Fernsehserie, 1 Folge)
- 1975: Anna und Edith
- 1975: Inside Out – Ein genialer Bluff
- 1976: Lieb Vaterland magst ruhig sein
- 1978: Ein Mann will nach oben (Mehrteiler)
- 1978: Schöner Gigolo, armer Gigolo
- 1978–1980: Nonstop Nonsens (Fernsehserie, 2 Folgen)
- 1979: Der eiserne Gustav (Mehrteiler)
- 1980: Heiße Kartoffeln
- 1981: Löwenzahn (Fernsehsendung, 1 Folge)
- 1981: Looping
- 1981: Die Pinups und ein heißer Typ
- 1983: Der Androjäger (Fernsehserie, 1 Folge)
- 1983: Kommissariat 9 (Fernsehserie, 1 Folge)
- 1983: Eine Firma für die Ewigkeit
- 1985–1989: Berliner Weiße mit Schuß (Fernsehserie, 9 Folgen)
- 1986: Didi – Der Untermieter (Fernsehserie, 1 Folge)
- 1987: Ein Fall für TKKG (Fernsehserie, 1 Folge)
- 1990: Fünf Bier und ein Kaffee
- 1990: Hotel Paradies (Fernsehserie, 4 Folgen)
- 1992: Die Lok
- 1992: Gute Zeiten, schlechte Zeiten (Fernsehserie, 2 Folgen)
- 1993: Mit Leib und Seele (Fernsehserie, 1 Folge)
- 1994: Tatort – Laura mein Engel
- 1995: Zu treuen Händen
- 1998: Bella Block: Auf der Jagd
- 1998: Ein Mord für Quandt (Fernsehserie, 1 Folge)
- 1999: Klemperer – Ein Leben in Deutschland (TV-Mehrteiler)

## Hörspiele
- 1992: Rodney David Wingfield: Viel Frust für Frost – Regie: Klaus Wirbitzky (Kriminalhörspiel – WDR)
- 1997: Jost Nickel: Die weiße Mücke – Regie: Frank-Erich Hübner (Kriminalhörspiel – WDR)